# Пісня про кохання (фільм)
«Пісня про кохання» — радянський художній фільм 1984 року, знятий режисером Дооронбеком Садирбаєвим на Киргизькій телестудії.

## Сюжет
Картина створена на основі роману Чингіза Айтматова «І довше століття триває день…», за легендою про трагічне кохання акина Раймали та юної красуні Бегімай.

## У ролях
- Асель Ешимбекова — Бегімай (співає Калемкас Орошова)
- Тууганбай Абдієв — Раймала (співає Естебес Турсуналиев)
- Совєтбек Джумадилов — Абділхан
- Болот Бейшеналієв — сліпий аксакал
- Марат Казаков — хлопчик-поводир, юний акин
- Ашир Чокубаєв — епізод
- Кумболот Досумбаєв — епізод
- Джамал Сейдакматова — епізод
- Орозбек Кутманалієв — епізод
- Турсун Теміркулов — епізод
- Асанкул Куттубаєв — епізод
- Едільбек Чокубаєв — епізод
- Турсун Чокубаєва — епізод
- Ж. Токтосунова — епізод
- Симбат Ахмедова — епізод
- Б. Койсойбосов — епізод
- Турсун Уралієв — епізод
- Нагіма Ханим Єнсебаєва — дружина Абдилхана

## Знімальна група
- Режисер — Дооронбек Садирбаєв
- Сценарист — Дооронбек Садирбаєв
- Оператор — Усен Жеєнтаєв
- Композитор — Туголбай Казаков
- Художник — Кошмак Коргонбаєв